# Madeleine Pelletier
Madeleine (Anne) Pelletier (Paris, 18 de maio de 1874 — Épinay-sur-Orge, 29 de dezembro de 1939) tornou-se, em 1906, a primeira mulher médica com diploma de psiquiatria na França. Ficou conhecida por seus engajamentos políticos e filosóficos, que a transformaram em uma das mais conhecidas feministas francesas do século 20.

## Biografia
Ela interrompeu cedo seus estudos e frequentou na adolescência grupos socialistas e anarquistas, que deram a base a sua visão de mundo. Aos vinte anos, ela decidiu retomar os estudos, apesar da pobreza, e conseguiu se tornar médica. O sucesso social não a satisfez e ela intensificou seus engajamentos sociais. Em 1906, ela foi iniciada na maçonaria, escolhida como presidenta de uma associação feminista e tornou-se membro da Seção Francesa da Internacional Operária (SFIO). Em todas essas atividades, ela buscou promover a causa das mulheres. Sua postura aguerrida lhe rendeu inimizades nas organizações da maçonaria e dos sindicatos. As tentativas de marginalizá-la nos dois grupos incentivaram-na a se aproximar dos movimentos anarquistas e a alterar a loja maçônica.
Em 1917, entusiasmou-se pela revolução de outubro na Rússia e embarcou em uma jornada cheia de esperança para ver a realização de seu ideal. No entanto, a situação catastrófica do país fez com que ela se frustrasse, por mais que mantivesse a fé no "ideal comunista". De volta à França, ela manteve a luta por uma sociedade comunista. Ele também combateu a ascensão do fascismo e não cessou a luta feminista.
Para divulgar suas ideias, ela escreveu artigos, publicou ensaios, romances e peças de teatro. O ativismo foi interrompido em 1937, quando um acidente vascular cerebral a tornou hemiplégica. Ela retomou sua luta, apesar de sua deficiência, no final de sua convalescença. Em 1939, ela foi responsabilizada por ter praticado um aborto, mas seus acusadores perceberam que sua condição física não lhe permitiria realizar tal ato. Declararam-na de todo modo perigosa para si e para os outros, e internaram-na em uma ala psiquiátrica onde a sua saúde física e mental se deteriorou. Ela morreu de um segundo acidente vascular cerebral, em 29 de dezembro de 1939.

### Juventude

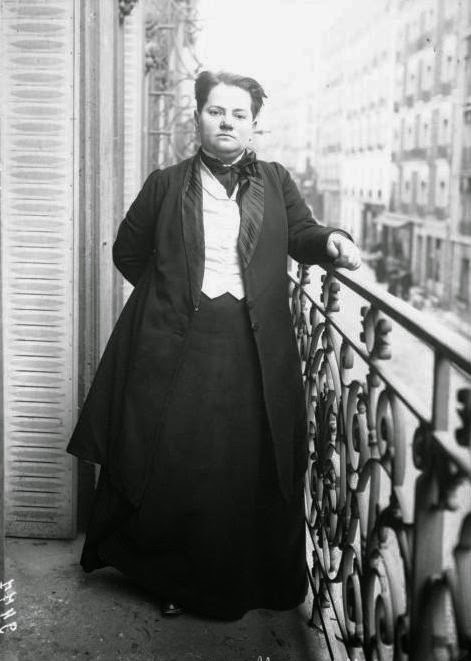
Madeleine Pelletier.

Anne Pelletier nasceu em Paris, em 1874, em uma família pobre. Seu pai, Louis Pelletier, um antigo motorista de fiacre, estava paralisado desde 1878, devido às sequelas de um acidente vascular cerebral. Sua mãe, Anne Passavy, vendedora de legumes, nascida de pai desconhecido, pouco amorosa, monarquista e muito religiosa, desdobrava-se com os cuidados a seu marido doente, a organização da loja de frutas e legumes da família, localizada em um bairro pobre, na Rue des Petits-Carreaux, e por doze gravidezes. A família, no entanto, manteve-se pequena, porque só sobreviveram Madeleine e um irmão mais velho, Louis. Após este sair de casa, Anne viveu desde os dez anos como filha única, e, desde os quinze anos, sozinha com sua mãe, após a morte de seu pai.
Sua infância foi difícil e crê-se que seus ideais políticos e filosóficos construíram-se em oposição aos de sua mãe. Aos doze anos, ela parou os estudos. Ela começou a interessar-se por política e aos treze anos saía à noite para participar de rodas de discussão. Aos quinze anos, frequentava círculos de anarquistas. Embora tenha se decepcionado com esses círculos, ela convenceu-se a partir dessa convivência da necessidade da educação. Então, ela decidiu prestar sozinha o vestibular. Foi em idade adulta, desconhecida, que ela adotou o nome de Madeleine. Sua mãe continuou a hospedá-la, mas se recusou a pagar por seus livros. Sua morte, pouco depois, agravou as dificuldades de Anne. Ela encontrou apoio em Charles Letourneau, um médico que também enfrentou as dificuldades de nascer em uma família pobre, e não teria sido capaz de ter êxito sem uma herança inesperada. Ele ofereceu apoio financeiro e intelectual a Madeleine.
Em 1896, ela passou a primeira fase do vestibular, aos 22 anos. Ela passou no exame por pouco, com 90 pontos sobre 160, a pontuação mínima para ter acesso à segunda parte do teste. Em 1897, ela passou essa segunda etapa de forma brilhante, com uma pontuação de 90 pontos sobre um total de 120, o que lhe valeu a menção "Muito Bem". Ela, em seguida, inscreveu para um curso de formação de médicos. Em 1901, tornou-se estagiária substituto no Asilo de Villejuif , e no outono de 1902, ela assumiu a função de atendimento externo da clínica de parto Baudelocque. No entanto, despertou-se-lhe um interesse por antropologia, campo em que então brilhavam os médicos.

### Anos de estudo da medicina
Madeleine Pelletier especializou-se em antropologia e investigou a relação entre o tamanho do crânio e a inteligência de acordo com as teorias de Paul Pierre Broca que, à época, eram consagradas. Depois, trabalhou com os antropólogos Charles Letourneau e Léonce Manouvrier. Os estudos da época confirmavam a opinião corrente da superioridade da inteligência do homem em relação à da mulher, e ela se esforçou para refutar essa visão. Ele tentou relativizar as medições dos crânios as mulheres, normalmente menores do que as dos homens, assumindo uma espessura menor dos ossos. Ele aderiu, entretanto, à ideia da superioridade da "raça branca", supostamente comprovada por medições cranianas. Finalmente, rejeitando a ideia de que a inteligência seria proporcional ao volume do crânio, o que explicaria a inferioridade intelectual da mulher, ela rompeu com a antropologia. Em novembro de 1902, ela quis inscrever-se no concurso dos residentes em asilos, mas isso lhe foi recusado, pois o concurso só era então reservado a pessoas desfrutando de seus direitos políticos. Mulheres, não tendo o direito de voto, eram automaticamente excluídas.
Madeleine Pelletier dedicou-se a que que essa regra fosse abolida. Apoiada pelo jornal La Fronde e pelos membros do júri que a conhecem, ela foi finalmente autorizada a realizar o exame em 1903. Nesse mesmo ano, ela defendeu sua tese, intitulada A associação de ideias na mania aguda e no atraso mental. Em 1906, ela se tornou a primeira mulher médica francesa especializada em psiquiatria.

### Anos de lutas

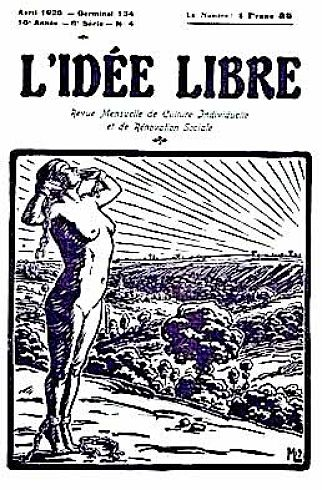
L'Idée Libre, abril de 1926.

Por quatro anos, ela foi interna nos asilos psiquiátricos da Sena, primeiro no Centre Hospitalier de Sainte-Anne, e, em seguida, no asilo de Villejuif, mas isso não a impediu de escrever artigos publicados em revistas científicas e de iniciar-se na maçonaria, em 1904, onde permaneceu até a sua morte, apesar de confrontos com outros membros.
A partir de 1906, ela dedicou-se à psiquiatria. Em março desse ano, ela fracassou no concurso para médico anatomista e tornou-se médica de posto em Paris. Como seu consultória era pouco frequentado, ela inscreveu-se na lista de médicos noturnos. Podia, assim, ser chamada a qualquer tempo, e cuidava especialmente dos pobres, acompanhada por um policial. Ela se mudou várias vezes, mas sempre em bairros pobres. Nesse mesmo ano, ela tornou-se presidenta do grupo feminista "Solidariedade das Mulheres ", fundada por Eugénie Potonié-Pierre e dirigido por Caroline Kauffmann. Ela foi muito bem recebida, mas esforçou-se para promover um ativismo mais disruptivo.
Ela aderiu à SFIO e aproximou-se do movimento guesdista antes de se tornar uma influente membro da corrente hervéista. Em 1909, ela se tornou um membro da comissão administrativa permanente da SFIO e quando, no outono desse ano, Gustave Hervé foi preso, ela o substituiu nessa instância decisória. Em 1910, ela se propôs como candidata para as eleições legislativas e municipais, mas os dirigentes lhe atribuíram um município em que era impossível ganhar. Mesmo que seu resultado tenha sido maior do que a do candidato socialista anterior, ela perdeu categoricamente nas eleições.
No entanto, seu ativismo não a satisfazia e, decepcionada com as feministas e os socialistas, ela desanimou, a partir de 1910. Ela abandonou o herveismo, considerando Gustave Hervé um falso revolucionári.o Além disso, suas ideias sobre o aborto e o fim desejável da instituição da família foram contra as de membros da SFIO, que isolaram Madeleine Pelletier no partido. Afastou-se da SFIO e aproximou-se dos anarquistas que compartilharam alguns de seus pensamentos sobre o aborto e o antimilitarismo, por mais que ela discordasse da possibilidade de uma sociedade sem um Estado. De 1912 a 1924, colaborou de forma irregular com a revista anarquista L'Idée Libre. Abriu-se um período difícil durante o qual se misturaram suas decepções com a política e o feminismo com os problemas financeiros. Ela mudou-se várias vezes e foi assaltada. Em 1914, começou a publicar artigos em Le Libertaire, com o qual colaborou até o início da guerra e para o qual ela retornou de 1919 a 1921.
Quando a Primeira Guerra mundial estourou, ela ofereceu seus serviços em uma unidade médica na frente de batalha e, em seguida, como uma enfermeira. Foi, no entanto, em ambos os casos rejeitada. Em seguida, ela trabalhou para a Cruz Vermelha, auxiliando os soldados de todos os países em guerra. Em 1914, ela foi para o campo de batalha do Marne e voltou ainda mais antimilitarista. Esse pessimismo a desviou da ação militante e ela preferiu dedicar-se à medicina e ciência.

### Anos comunistas

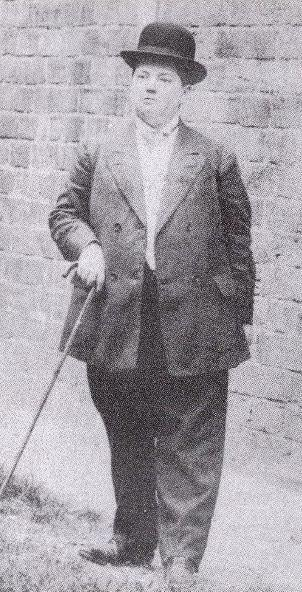
Madeleine Pelletier costumava usar roupas caracteristicamente masculinas, à época.

Em 1920, o Congresso de Tours da SFIO marcou a divisão entre os comunistas, que eram leais à Terceira Internacional, e os socialistas partidários da Segunda Internacional. Madeleine Pelletier, animada com a revolução russa, se juntou aos comunistas, mesmo se, nesse novo partido, ela reencontrou antigos adversários. Em 1920, começou a escrever análises das obras de Lênin ou Trotsky para o jornal La Voix des Femmes, o jornal da feminista e socialista que, após o congresso de Tours, apoiou o Partido Comunista. Ela decidiu ver com seus próprios olhos as "conquistas" da Rússia soviética (em particular na área da igualdade de gênero), então começou a ir sozinha e em segredo para lá. A viagem foi uma desilusão, porque a realidade (a fome, a pobreza, a vigilância da polícia etc.) não condisse com o que havia sonhado.. No entanto, Pelletier continuou a acreditar no sonho do comunismo e buscou explicações para os males da Rússia (guerra contra as potências capitalistas, a apatia da população etc.). De volta no outono de 1921, na França, ela contou sua história, La Voix des Femmes. A publicação desagradava o partido. Cada vez mais em desacordo com o Partido Comunista, ela o deixou em 1926.

### Últimos anos
Após sua saída do partido comunista, ela frequentou novamente movimentos anarquistas. Ao mesmo tempo, sua situação material melhorou, já que ela pode comprar uma casa em Gif-sur-Yvette e comprar um carro. Apesar dessas mudanças, ela continuou a manter uma vida pública e ativista, escrevendo feministas e comunistas. Ela também assumiu uma posição contra o fascismo da Itália de Mussolini, em 1925, mas também o defendido por pequenos grupos de nacionalistas franceses. Assim, ela denunciou o Partido Socialista Nacional fundado por Gustave Hervé, seu antigo camarada da SFIO.
Em 1933, ela foi acusada de ter praticado um aborto. No entanto, as acusações são eventualmente abandonadas e ela não foi processada. No fim de 1937, ela ficou hemiplégica e para sobreviver dependeu de ajuda de amigos.
Em 1939, em uma atmosfera de caça a quem praticou abortos, ela foi presa por ter participado no aborto de uma menina de 13 anos, estuprada por seu irmão. Ela declarou-se inocente. Dado o seu estado de saúde, de paralisia, o tribunal admitiu que ela não teria sido capaz da prática de aborto. No entanto, ela foi considerada como um perigo para si, para outrem e para a ordem pública; ordenou-se então que fosse internada em uma clínica psiquiátrica em Sainte-Anne e, em seguida, Épinay-sur-Orge. Em 1939, ela morreu após um acidente vascular cerebral.  